# Martin Hattala
Martin Hattala (Hattala Márton) (Trsztena, Árva vármegye, 1821. november 4. – Prága, 1903. december 11.) nyelvész, teológiai doktor és egyetemi tanár.

## Élete
Középiskoláinak végeztével az esztergomfőmegyei papok közé fölvétetvén, előbb a pozsonyi Emericanum növendéke volt, 1842-től a bölcseletet Nagyszombatban, 1844-től a hittudományokat Bécsben hallgatta. 1848. december 12-én miséspappá szentelték föl. Segédlelkész volt Bozókon, majd Hodrusbányán; 1850-ben a szlovák nyelv tanára lett a pozsonyi főgimnáziumban. Nagy kedvvel foglalkozott a szláv nyelvek tanulmányozásával; döntőleg szólalt fel, midőn a bernolakisták és Stur (a cseh s szlovák és liptói szlovák nyelvjárás) hívei küzdöttek egymással, ez utóbbiaknak adván igazat. Felszólalásának az az eredménye lett, hogy a szlovák irodalom jelesebbjei 1851-ben Pozsonyban összegyűltek s ott elfogadván Hattalának a szlovák irodalmi nyelv megállapítására célzó javaslatait, őt bízták meg, hogy írja meg a szlovák irodalmi nyelv nyelvtanát, mely azóta máig a szlovák irodalmi nyelvnek irányadó nyelvtanául szolgál. Nyelvészeti működése elismeréséül 1861-ben a prágai egyetemhez rendes tanárnak nevezték ki, ahol már 1854 óta mint magántanár működött. 1892-ben nyugalomba vonult. A II. osztályú szent Anna-rend lovagja. 
Nevét Hatalának is írták.

## Munkái
- Grammatica linguae slovenicae, collectae cum proxime cognata Bohemica. Schemnicii, 1850.
- Čechisch-slowakische und deutsche Aufgaben zum beiderseitigen Uebersetzen und Lesestücke. Pressburg, 1851.
- Kratká mluvnica slovenska. Pressburg, 1852. (Rövid tót nyelvtan).
- Zvukoslovi jazyka staro-i novočeského a slovenského. Prága, 1854. (A régi s új cseh és tót nyelvek hangtana).
- Srovnávaci mluvnice jazyka českého a slovenského. Prága, 1857. (A cseh és tót nyelv összehasonlító nyelvtana).
- Mluvnica jazyka slovenského. I. rész. Pest, 1864., II. rész. Beszterczebánya, 1865. (Tót nyelvtan).
- De contiguarum mutatione in linguis slavicis. Pragae, 1865. (Ex Actis regiae scientiarum societatis Bohemicae. Ser. V. Tom. XIV.)
- Brus jazyka českého. Pragae, 1877. (A cseh nyelv antibarbarusa). Ezeken kívül Patera Antallal kiadta az ó-cseh Alexandreis szövegét 1881-ben és sokat polemizált német tudósokkal, főleg Schleicher Ágosttal.